# Livonia (New York)
Pour les articles homonymes, voir Livonia.
Ne doit pas être confondu avec Livonia (village, New York).
Livonia est une ville du comté de Livingston, dans l'État de New York, aux États-Unis,. En 2010, elle comptait une population de 7 809 habitants.

## Démographie
Lors du recensement de 2010, la ville comptait une population de 7 809 habitants. Elle est estimée, en 2016, à 7 620 habitants.